# Laminacauda maxima
Laminacauda maxima är en spindelart som beskrevs av Alfred Frank Millidge 1985. Laminacauda maxima ingår i släktet Laminacauda och familjen täckvävarspindlar.
Artens utbredningsområde är Tristan da Cunha. Inga underarter finns listade i Catalogue of Life.